# Coming-Home-Funktion
Als Coming-Home-Funktion (engl. ‚heim kommen‘) bezeichnen einige Autohersteller eine Funktion, durch die nach Verlassen des Autos die Scheinwerfer noch eine gewisse Zeit nachleuchten und sich dann automatisch abschalten. Dies hat den Zweck, den Weg vom Parkplatz zur Haustür auszuleuchten, also das Heimkommen  zu erleichtern, sowie das Fahrzeug während des Aussteigens besser sichtbar bleiben zu lassen.
Aktiviert wird diese Funktion, je nach Automodell, auf unterschiedliche Arten nach dem Abziehen des Zündschlüssels: Durch Betätigung der Lichthupe, bei Dunkelheit durch den Lichtsensor der Lichtautomatik oder dadurch, dass das Licht während der Fahrt eingeschaltet war. Die Nachleuchtdauer kann bei einigen Fahrzeugmodellen im Bordcomputer eingestellt werden.
Bei manchen Fahrzeugen schalten sich die Scheinwerfer auch nach Öffnen des Fahrzeuges per Fernbedienung ein, um den Weg von der Haustür zum Auto auszuleuchten. Diese Funktion wird als Leaving-Home-Funktion (engl. ‚aus dem Haus gehen‘) bezeichnet.
Es sind Module zum Nachrüsten dieser Funktionen bei älteren Fahrzeugen erhältlich.